# Solenofilomorphidae
Super-famille
Famille
Les Solenofilomorphidae sont une famille de l'embranchement des Acoela.

## Liste desgenres
- Endocincta Crezee, 1975
- Fusantrum Crezee, 1975
- Myopea Crezee, 1975
- Oligofilomorpha Dörjes, 1971
- Solenofilomorpha Dörjes, 1968

## Référence
- Dörjes, 1968 : Die Acoela (Turbellaria) der deutschen Nordseeküste und ein neues System der Ordnung. Zeitschrift für Zoologische Systematik und Evolutionsforschung 6 pp. 56-452.